# Heart Lake 167
Heart Lake 167 är ett reservat i Kanada.   Det ligger i provinsen Alberta, i den centrala delen av landet, 2 700 km väster om huvudstaden Ottawa. Heart Lake 167 ligger vid sjön Heart Lake.
I omgivningarna runt Heart Lake 167 växer i huvudsak blandskog. Trakten runt Heart Lake 167 är nära nog obefolkad, med mindre än två invånare per kvadratkilometer.